# Jasność Słońca
Jasność Słońca – używana w astronomii pozaukładowa jednostka miary używana do określania jasności gwiazd. Równa się obecnej jasności bolometrycznej Słońca:
{\displaystyle 1\,L_{\odot }=3{,}827\times 10^{26}\,{\hbox{W}}.}
Określa ona moc promieniowania elektromagnetycznego Słońca we wszystkich zakresach fal, nie tylko widzialnym. Jasność Słońca podlega pewnym zmianom w trakcie cyklu słonecznego, ale są one małe w porównaniu ze średnią wartością.